# Денисов, Сергей Петрович
Сергей Петрович Денисов (род. 4 мая 1937, Москва) — советский и российский физик. Академик РАН (с 2011 года). Начальник лаборатории Института физики высоких энергий, профессор и заместитель заведующего кафедрой физики элементарных частиц МГУ.
Специалист в области физики высоких энергий. Имеет более 39000 цитирований своих работ, опубликованных в реферируемых журналах. Индекс Хирша — 80.

## Биография
Сергей Петрович Денисов родился 4 мая 1937 года в Москве. Его родители — Лидия Григорьевна и Петр Васильевич Денисовы. Учился в школе № 110, которая была расположена в центре Москвы и считалась одной из лучших по уровню обучения. В классе учились дети высших партийных, военных и научных деятелей, таких как Маршала Советского Союза Семёна Буденного и будущего академика Норайра Сисакяна. Старший брат Феликс — доктор физико-математических наук.
В 1961 году окончил физический факультет МГУ. В 1963—1964 годах являлся инженером НИИЯФ им. Д. В. Скобельцына. В 1964 году после окончания аспирантуры защитил диссертацию на степень кандидата физико-математических наук. С 1964 года работает в Института физики высоких энергий. В 1972 году получил степень доктора физико-математических наук. С 1977 года является доцентом МФТИ. В 1980 году получил звание профессора. В 1988 году переходит из МФТИ на кафедру физики элементарных частиц МГУ.
В 1997 году избран членом-корреспондентом РАН по Отделению ядерной физики. В 2011 году избран действительным членом РАН по Отделению физических наук.
Член Ученого и Научно-Технического советов ИФВЭ, Советов по молодым ученым и по нейтринной физике ОЯФ РАН, член редколлегий журналов «Ядерная физика» и «Успехи физических наук».

## Научные достижения
С. П. Денисов является специалистом в области создания ускорителей заряженных частиц, занимается также проведением экспериментов на коллайдерах и разработкой детекторов для них. Большинство работ выполнено на ускорителях, построенных в Институте физики высоких энергий. В частности, им изучены некоторые процессы образования частиц при столкновениях адронов, выполнены прецизионные измерения зависимости полных сечений взаимодействия адронов с нуклонами от энергии и открыт так называемый «Серпуховский эффект». С. П. Денисов принимал участие в работах, в которых был экспериментально получен антигелий-3. Он также проводил измерение величины упругого рассеяния адронов и определение поляризуемости пиона, исследовал распады заряженных каонов и др.
Помимо работы на коллайдерах ИФВЭ, С. П. Денисов возглавлял группу российских учёных, проводивших исследования на установке D0 в Фермилаб, где также работает и его сын Дмитрий Денисов. В рамках этих работ, в частности, в 1995 году был открыт топ-кварк.
Под научным руководством С. П. Денисова были подготовлены 14 кандидатов наук и 8 докторов.

## Награды
- Лауреат Ленинской премии (1986).
- Премия имени П. А. Черенкова (2002).
- Награждён орденом Почёта (2003).
- Награждён нагрудным знаком Росатома «Академик И. В. Курчатов» 1 степени (2007).
- Благодарность Президента Российской Федерации (5 февраля 2024 года) — за заслуги в развитии отечественной науки, многолетнюю плодотворную деятельность и в связи с 300-летием со дня основания Российской академии наук[5].